# Abbaye Sainte-Marie-Madeleine de Schleswig
L’abbaye Sainte-Marie-Madeleine de Schleswig est un ancien couvent dominicain à Schleswig, dans le Land de Schleswig-Holstein et l'archidiocèse de Hambourg.

## Histoire
Selon la source la plus ancienne, les Annales Sigtunenses de la ville épiscopale suédoise de Sigtuna, la fondation du monastère dominicain de Schleswig date de 1239. C'est la deuxième branche d'un ordre mendiant de la ville. Les moines construisent l'église et le cloître sur le port non loin de l'enceinte de la cathédrale. À cette fin, ils ont repris les vestiges d'une colonie portuaire abandonnée, y compris une jetée, comme l'ont montré les fouilles. Poul Cypræus décrit les bâtiments, qu'il a peut-être vus dans son enfance, comme magnifiques. Dans les environs immédiats se trouvait l'église Saint-Nicolas du XIe siècle, qui n'existe plus aujourd'hui, probablement l'église paroissiale de la colonie abandonnée.
En 1250, le corps du roi Éric IV du Danemark, assassiné près de Mysunde, est d'abord enterré dans le monastère dominicain, mais est rapidement transféré à la cathédrale de Schleswig et en 1258 à l'église Saint-Bendt à Ringsted, le lieu de sépulture de la famille.
En 1426, une partie du terrain du monastère est pris pour construire les fortifications de la ville avec la porte sud. Le monastère réclame alors le système de porte ou du moins le droit de clé pour lui-même. En 1449, le chapitre provincial de l'ordre dominicain se réunit à Schleswig. Dans ce contexte, on cite pour la première fois Marie-Madeleine comme la patronne.
Au début du XVIe siècle, le duc Frédéric fait un don d'argent au monastère pour les messes navales pour ceux qui sont morts à la bataille de Hemmingstedt. Le monastère, qui rejoignit l'observatrice Congregatio Hollandiae quelques décennies plus tôt, est assez riche pour prêter au duc à son tour. Au cours de la Réforme, le monastère dominicain et le couvent franciscain sont dissous en 1528 et 1529. Dans les décennies qui suivent, les bâtiments sont complètement démolis.
En 1565, le duc Adolphe de Holstein-Gottorp transfère la zone désolée à son chancelier, Adam Tratziger. Au cours des travaux de construction des siècles suivants, des ossements provenant de sépultures dedans et à proximité de l'église du monastère sont découverts à plusieurs reprises.